# Le Parrain (film)
Pour les articles homonymes, voir Le Parrain et The Godfather.
Série Le Parrain
Le Parrain, 2e partie
(1974)
Pour plus de détails, voir Fiche technique et Distribution.
Le Parrain (The Godfather) est un film de gangsters américain réalisé par Francis Ford Coppola et sorti en 1972.
Produit par les studios Paramount, le film est l'adaptation du roman du même nom (1969) écrit par le romancier Mario Puzo. L'histoire se déroule à New York sur une période allant de 1945 à 1955, et raconte les luttes de pouvoir au sein de la mafia américaine new-yorkaise, avec pour protagoniste principal la famille Corleone, l'une des cinq familles mafieuses de la ville, la famille Corleone étant menée par son patriarche, Don Vito Corleone dit le « Parrain » (Marlon Brando), un personnage puissant et influent. Son plus jeune fils, Michael Corleone (Al Pacino), qui initialement souhaitait rester en dehors des activités criminelles de sa famille, se voit contraint d'en devenir le membre le plus important et le plus impitoyable à la suite d'un enchaînement de circonstances tragiques, qui débutent quand son père est victime d'une attaque orchestrée par une famille mafieuse rivale.
Le Parrain est considéré comme l'un des plus grands films du cinéma mondial et l'un des plus influents, spécialement dans le genre des films de gangsters. Il est classé à la deuxième place des meilleurs films du cinéma nord-américain par l'American Film Institute (AFI), derrière Citizen Kane. En 1990, il est sélectionné par le National Film Registry pour être conservé à la Bibliothèque du Congrès des États-Unis, en raison de son intérêt « culturel, historique ou esthétique important ».
Le film remporta de nombreuses récompenses, notamment trois Oscars dans les catégories meilleur film, meilleur acteur (Marlon Brando, qui le refusa) et meilleur scénario adapté (Puzo et Coppola). Il reçut aussi sept nominations dans d'autres catégories, incluant les acteurs Al Pacino, James Caan et Robert Duvall pour l'Oscar du meilleur acteur dans un second rôle, et Francis Ford Coppola pour celui du meilleur réalisateur.
Deux suites au Parrain virent le jour, toujours réalisées par Coppola : Le Parrain, 2e partie (1974) et Le Parrain, 3e partie (1990).

## Synopsis

### Le mariage de Connie

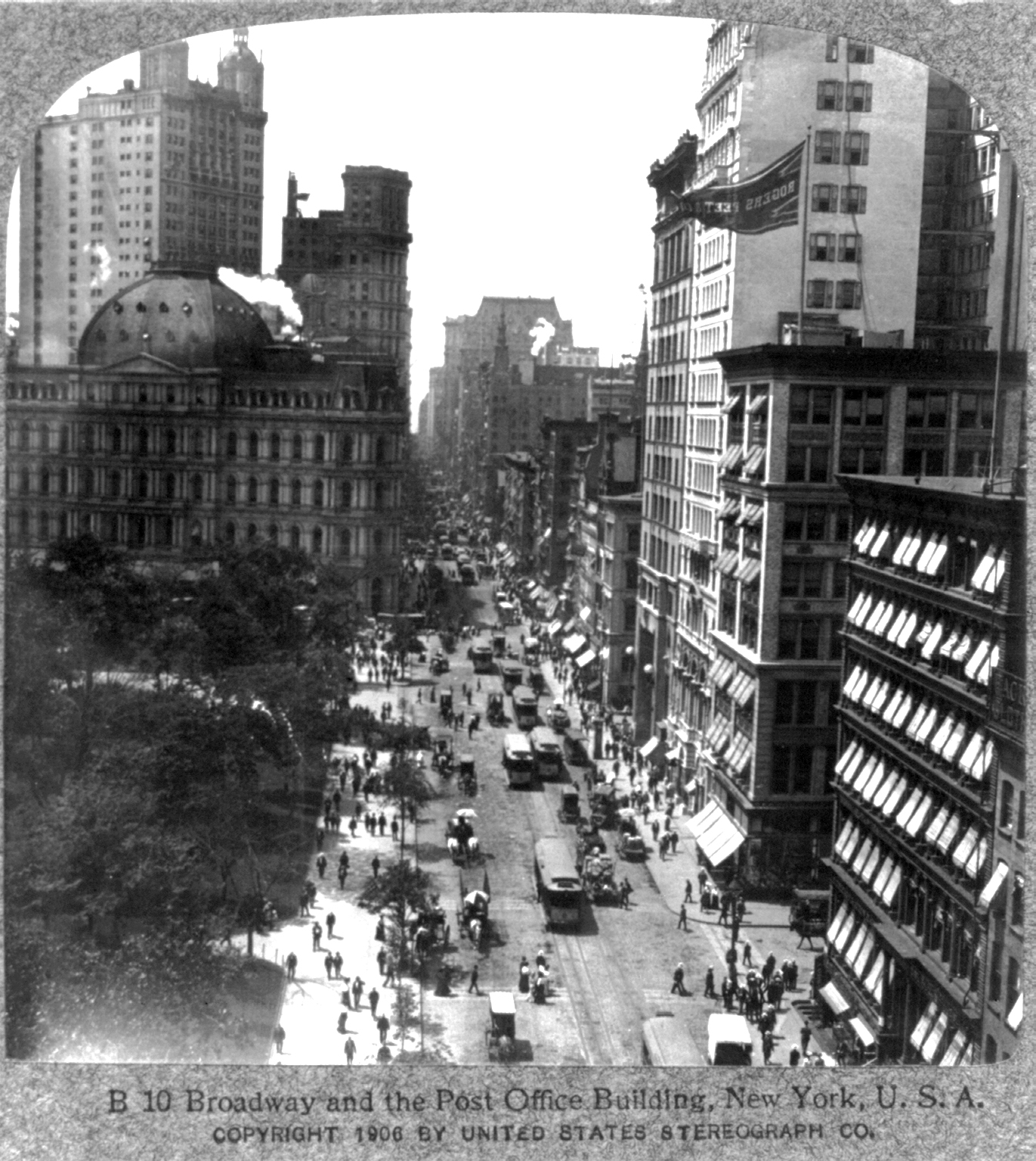
Une image de New York à l'époque du film, une ville sur laquelle la famille Corleone a la mainmise.

À la fin de l’été 1945, dans sa résidence de Long Island dans l’État de New York, Don Vito Corleone, surnommé « le Parrain », est le chef de la famille Corleone, une organisation criminelle appartenant à la mafia américaine. Entouré de toute sa famille et d'invités, le Don organise chez lui le mariage de sa fille Constanzia (dite « Connie ») à Carlo Rizzi, un des bookmaker de la « famille » Corleone. Conformément à la tradition, aucun Sicilien ne peut refuser de rendre un service le jour du mariage de sa fille. Ainsi, Don Corleone, entouré de son fils aîné Santino (dit « Sonny ») et de son fils adoptif, l'avocat et consigliere (conseiller) de la famille, Tom Hagen, reçoit tour à tour dans son bureau plusieurs personnes cherchant à obtenir ses faveurs.
Il accueille d'abord Amerigo Bonasera, un employé des pompes funèbres d'origine italienne, qui demande au Don de venger sa fille, battue par des brutes, à qui les tribunaux américains n'ont pas donné justice. En voyant le peu de respect que Bonasera lui accorde, en lui proposant de le payer pour ces meurtres, le Don refuse dans un premier temps d'accéder à sa demande. Cherchant à le vassaliser par une dette morale, il obtient de Bonasera son allégeance après lui avoir fait remarquer son manque de respect et lui avoir dit que son affaire aurait été vite réglée s'il s'était adressé à lui en premier. Quand Bonasera finit par lui baiser la main en l'appelant par son titre de « Parrain », Don Corleone accepte de lui rendre ce service comme un « cadeau », non sans lui rappeler qu'il pourra, un jour peut-être, lui demander un service en retour. Bonasera parti, le Don confie l'affaire à l'un des caporegimes (lieutenants), Peter « Pete » Clemenza, (qui la fera exécuter par son sous-fifre, Paulie Gatto).
Peu après, le Don reçoit son filleul Johnny Fontane, un crooner sur le déclin, qui vient le voir afin de profiter de son influence pour faire carrière dans le cinéma à Hollywood. Alors que Johnny cherche à obtenir un rôle dans un film, pour lequel il « serait parfait », le producteur du film Jack Woltz refuse en raison de désaccords et du comportement déplacé de Fontane envers une jeune actrice débutante. Le Don, tout en réprimandant Johnny pour sa geignardise, lui affirme que l'affaire sera réglée et qu'il va faire au producteur « une offre qu’il ne pourra pas refuser ».
Pendant le mariage, le plus jeune fils du Don, Michael Corleone, de retour de la Seconde Guerre mondiale en héros médaillé, explique à sa petite amie Kay (qui ignore tout des règles et pratiques propres au milieu mafieux) la violence avec laquelle son père règle les affaires avec ses concurrents, mais précise qu'il est déterminé à rester à l'écart des activités criminelles de sa famille. Le deuxième fils du Don, Fredo, participe aussi à la noce.
Le soir même, Tom se rend à Hollywood afin de persuader Woltz de choisir Johnny dans son prochain film. D'abord refoulé par le réalisateur lorsqu'il se présente sur son plateau de tournage, il est finalement invité à dîner dans sa luxueuse propriété lorsque le producteur apprend qu'il travaille pour Don Corleone. Avant le repas, Woltz présente à son invité Khartoum, le cheval de course qu'il vient d'acquérir pour 600 000 dollars. Mais, au cours du dîner, Woltz lui annonce sans ménagement son refus d'engager Fontane comme acteur principal de son futur film, bien qu'il sache pertinemment que Johnny serait parfait pour ce rôle. Woltz porte une haine féroce à l'encontre de Johnny depuis que celui-ci a mis enceinte une jeune actrice prometteuse que Woltz formait depuis sa jeunesse. Tom s'en va sans faire d’esclandre, indiquant que Don Corleone aime être informé rapidement des mauvaises nouvelles. Au petit matin, Woltz se réveille dans sa chambre et découvre avec horreur la tête décapitée de Khartoum dans son lit, baignant dans son sang. On apprendra plus tard dans le film que Johnny Fontane a été engagé par Woltz pour son film.

### Le conflit avec Virgil Sollozzo
Par la suite, Don Corleone est approché par Virgil Sollozzo (dit « le Turc »), un mafieux sicilien qui tente d'installer à New York le trafic d'héroïne, un nouveau marché très lucratif. Avant l'entrevue, Sonny et Tom manifestent au Don leur envie d'entrer dans ce marché. Selon eux, si le Don refuse, les ressources financières que les autres familles mafieuses de New York obtiendront grâce au trafic leur permettront de corrompre plus de juges et de policiers qu'eux, et, en définitive, de les marginaliser. Le Don accepte de rencontrer Sollozzo. Ce dernier, allié à la famille Tattaglia (comme l'a découvert Tom) cherche une protection juridique et politique et un investissement d'un million de dollars pour développer son trafic, en contrepartie d'un pourcentage sur la vente d’héroïne. Mais Don Corleone, inquiet de l’image qu’il donnerait à ses amis politiciens et aux juges et policiers qu'il soudoie s'il était lié à un trafic de drogue, décline poliment son offre. Il préfère se concentrer sur ses activités sur les trafics habituels, à savoir les jeux d’argent clandestins et la prostitution, selon lui mieux tolérés que le trafic de narcotiques. Il souhaite néanmoins bonne chance à Sollozzo, son activité n'entrant pas en conflit avec les siennes.
Après la rencontre, le Don réprimande Sonny pour avoir fait état de son intérêt devant Sollozzo, quand celui-ci aurait dû au contraire se taire et écouter, pour voir comment son père traite ses affaires. Le Don envoie ensuite Luca Brasi (un de ses hommes de main les plus fidèles et dangereux) pour obtenir des informations sur la famille Tattaglia. Brasi, sur ordre du Don, doit faire croire qu'il est insatisfait et qu'il veut changer de famille. Malheureusement, il finit assassiné par Sollozzo et ses sbires dans un bar de Bruno Tattaglia, le fils de Don Tattaglia.
Alors que Don Corleone se trouve à New York à son bureau (où il gère ses affaires légales d’importation d’huile d’olive), accompagné de son fils Fredo et de Paulie Gatto, il est victime d'une tentative d’assassinat orchestrée par Virgil Sollozzo. Alors qu'il achète des oranges à un commerçant de rue et s'apprête à retourner chez lui, le Don est attaqué au revolver par deux hommes. Atteint de cinq balles, il survit miraculeusement, mais se retrouve dans un état critique. Fredo, stupéfié, n'a rien pu faire pour le protéger.
Peu après, Sollozzo, pensant que le Don est mort, fait enlever Tom Hagen. Il souhaite que l'avocat transmette une nouvelle offre à Sonny (désormais à la tête de la famille Corleone en tant que fils aîné) au sujet du trafic d’héroïne. Cependant, après la tentative d’assassinat de son père, celui-ci refuse de considérer l’offre de Sollozzo et décide d'attendre les informations obtenues par Luca Brasi. Mais lorsqu’un paquet contenant un poisson mort enroulé dans le gilet pare-balles de Brasi est livré aux Corleone, Sonny comprend que l'homme de main a échoué : ce message, traditionnellement utilisé par la mafia calabraise, signifie que Brasi « dort avec les poissons ». Sonny se prépare alors à une guerre totale contre les quatre autres familles de la ville. Il ordonne ensuite à Clemenza de tuer Paulie Gatto (le garde du corps et chauffeur du Don), convaincu que c'est lui qui a trahi son père.
Michael ne participant pas aux affaires illégales de la famille et menant une vie à part avec Kay à New York, il ne découvre que par hasard en lisant le journal que son père a été victime d'une tentative de meurtre et qu'il est présumé mort. Après avoir rejoint son frère à la demeure familiale, il se rend à l’hôpital où son père a été amené. Mais, à peine arrivé, il ne trouve ni policier ni garde du corps auprès de son père : ceux-ci ont tous été arrêtés ou déplacés par la police. Michael comprend alors que son père est en danger. Avec l’aide d’une infirmière, il déplace le lit de son père vers une autre chambre. Le Don, très affaibli, mais conscient, verse une larme quand son fils lui assure qu'il va veiller sur lui. Michael appelle ensuite Sonny pour le prévenir que plus personne ne garde son père. Enfin, il enrôle un innocent boulanger italien, Enzo, venu présenter ses respects à son père (qui l'a aidé à obtenir la nationalité américaine), pour simuler la présence de gardes du corps devant l'hôpital, en adoptant une posture menaçante. Une voiture chargée d'hommes à l’allure inquiétante arrive et s'arrête un instant devant eux avant de repartir en voyant Michael mettre la main à sa poche, comme s'il s'apprêtait à dégainer son arme.
Peu de temps après, la police arrive sur les lieux, avec à sa tête le capitaine McCluskey, qui avait ordonné aux gardes de quitter les lieux. Accusé par Michael d’être corrompu par Sollozzo, il le frappe au visage, lui cassant la mâchoire. Sur le point de se faire arrêter malgré son statut de héros de guerre et son casier judiciaire vierge, Michael est tiré d'affaire in extremis par l'arrivée de Tom, accompagné d'hommes de main du clan Corleone. Hagen fait réinstaller ses hommes au chevet du Don et indique à McCluskey qu'il devra s’expliquer devant la justice en cas d’interférence. Comprenant qu'il ne peut rien faire, le policier abandonne et repart avec ses hommes.
Le lendemain matin, Clemenza, Tom et Michael découvrent qu'une centaine de gardes surveillent la propriété de la famille Corleone à Long Island. Le collègue de Clemenza, Salvatore « Sally » Tessio, leur explique que le matin même à quatre heures, Sonny a fait tuer en guise de représailles Bruno Tattaglia, le fils de Don Tattaglia et principal allié de Sollozzo : la guerre est désormais totale. Michael décide désormais de s’impliquer dans les affaires familiales. Se rendant compte que Sollozzo ne s’arrêtera pas tant que son père ne sera pas mort, il se porte volontaire pour l'assassiner lui et McCluskey lors d'une réunion prévue pour mettre fin au conflit, malgré l'hostilité de Sonny pour ce plan. Grâce au réseau d'informateurs de la famille Corleone qui surveille la police, Sonny apprend à la dernière minute que le lieu du rendez-vous est un restaurant du Bronx. Sur ordre de Sonny, Clemenza y fait placer un pistolet, dissimulé dans les toilettes. Lors de la réunion, Michael s’excuse pour aller aux toilettes, prend l’arme et abat Sollozzo et McCluskey, puis quitte les lieux. En commettant ce double meurtre, Michael plonge définitivement dans la criminalité.

### L'exil en Sicile
Don Corleone, de retour de l’hôpital, apprend que Michael a tué Sollozzo et McCluskey alors qu’il l’avait volontairement tenu à l'écart des opérations illégales, ayant pour lui des aspirations politiques. Par la suite, Michael est envoyé clandestinement en Sicile, à Corleone (la ville natale de son père) sous la protection de Don Tommasino, un mafieux sicilien, ami et partenaire de longue date de Vito et de ses affaires légales d'huile d'olive. Là-bas, Michael rencontre Apollonia, une jeune femme dont il tombe amoureux au premier regard et qui deviendra son épouse. Elle est malheureusement tuée peu de temps après leur mariage dans l'explosion d'une voiture piégée et destinée à Michael.
À New York, Sonny corrige son beau-frère Carlo quand celui-ci lève la main sur sa sœur Connie. Mais Carlo récidive et bat une seconde fois son épouse, alors enceinte. Fou de rage, Sonny part seul en voiture afin de lui régler son compte, Tom envoyant des hommes à sa suite pour le protéger. Mais Carlo, qui a trahi la famille Corleone, est aidé en secret par les hommes de main d'une famille concurrente. Ceux-ci attendent Sonny à un péage routier (où il arrive seul, ayant semé ses gardes du corps), et l'assassinent dans sa voiture, le criblant de balles. Plus tard, Don Corleone, accablé de chagrin, sollicite l'aide d'Amerigo Bonasera, l'employé des pompes funèbres qui lui avait demandé un service au début du film, afin que celui-ci s'occupe de son fils et s'efforce de le rendre présentable lors de ses funérailles, pour épargner à sa mère des souffrances supplémentaires.
Afin de mettre un terme à ce cycle de tueries, Don Corleone, qui a depuis récupéré de ses blessures, recherche la paix avec les autres familles de New York. À la suite d'une rencontre au sommet organisée avec les autres familles, il obtient que Michael puisse revenir sain et sauf en Amérique. C'est au cours de cette entrevue qu'il comprend que celui qui tire les ficelles depuis le début n’est pas Don Tattaglia, mais Don Barzini, qui a vraisemblablement commandité le meurtre de Sonny.

### La fin de la guerre des gangs
Après plus d'un an d’absence, Michael rentre de Sicile. Il reprend ensuite contact avec Kay, et convainc la jeune femme de se marier avec lui. Il lui assure que, dans cinq ans, toutes les affaires de la famille Corleone seront devenues légales. Fredo, le plus timoré des frères Corleone, désormais l'aîné, est envoyé à Las Vegas pour y apprendre les affaires dans les hôtels et casinos.
À New York, les caporegimes Clemenza et Tessio se plaignent d'être harcelés par la famille Tattaglia, et veulent la permission de contre-attaquer. Quand Michael, à qui son père a désormais transféré tous ses pouvoirs de chef de famille, refuse, parce que, leur dit-il, les « choses sont en cours de négociation », les deux hommes lui demandent la permission de fonder leur propre « famille », comme il le leur avait promis par le passé. Michael leur répond qu'il a pour projet de faire migrer les affaires illégales de la famille Corleone dans une entreprise légale, au sein des casinos du Nevada. Cela fait, Clemenza et Tessio pourront former leur propre « famille » à New York.
À Las Vegas, dans l'hôtel-casino en partie financé par la famille Corleone et dirigé par le sulfureux Moe Greene, Michael retrouve son frère Fredo et leur ami Johnny Fontane. Il propose à ce dernier de signer un contrat comportant plusieurs spectacles dans l'année au casino, l'incitant à obtenir de ses amis de Hollywood qu'ils fassent de même. Johnny accepte sans problème, heureux de pouvoir rembourser la dette morale qu'il a envers son parrain. Peu après, Michael propose à Moe Greene de lui racheter ses parts du casino (prétextant des erreurs de gestion), ce qui provoque la colère de ce dernier, qui affirme avoir déjà négocié en ce sens avec Don Barzini et à des conditions plus avantageuses. Fredo, qui travaille en tant que subordonné de Moe Greene, essaye de faire intervenir Tom pour qu'il parle à Don Vito, mais l'avocat lui répond que Michael est désormais le seul responsable des affaires de la famille Corleone. Quand Michael dit à Moe Greene qu'il attend son offre pour le rachat du casino, ce dernier, de rage, quitte la pièce. Peu après, Fredo reproche à Michael sa conduite envers Moe Greene, une figure influente de Vegas. Mais Michael lui répond froidement que, bien qu'étant son frère aîné et l'aimant beaucoup, il ne doit plus jamais prendre parti contre la famille en public. Il retourne ensuite à New York.
De retour à Long Island, Michael rend visite à son père, qui le conseille sur la stratégie à adopter, et le prévient que ses ennemis essayeront de le tuer en utilisant un homme de confiance de son organisation. Don Vito lui avoue également qu'il avait espéré que  son plus jeune fils ne soit pas mêlé aux affaires criminelles de sa famille, rêvant qu'il devienne un homme politique influent et respectable. Il lui avoue aussi qu'il n'a « pas fait assez » pour protéger sa famille, mais Michael le rassure en lui disant qu'il va tout arranger. Don Vito meurt peu de temps après d'une crise cardiaque, alors qu'il jouait avec son petit-fils dans son jardin. Pendant l'enterrement, Tessio (maintenant à la tête de sa propre « famille ») propose à Michael une réunion avec Don Barzini, l'assurant de sa protection sur son territoire. Ayant donc désormais démasqué le traitre au sein de son organisation, Michael ordonne son élimination.
Il complote ensuite l'assassinat des chefs des autres familles de New York : Philip Tattaglia, Emilio Barzini, Victor Stracci, Raphael Cuneo, ainsi que celui de Moe Greene à Las Vegas. Tous ces meurtres sont commis pendant que Michael assiste à la cérémonie de baptême du deuxième fils de Connie et de Carlo, Michael Francis Rizzi, dont il est le parrain. Après la cérémonie, Michael questionne Carlo au sujet de la mort de Sonny et lui fait admettre sa participation au complot. Lui ayant fait croire qu'il allait l'épargner pour obtenir de lui son aveu, Michael le fait ensuite exécuter dans la voiture censée l'amener à l'aéroport.
Plus tard, Connie, en crise, accuse Michael d'avoir commandité le meurtre de Carlo. Kay, témoin de la scène d'hystérie de sa belle-sœur, demande alors des explications à Michael. Mais ce dernier reste inflexible, disant à son épouse : « Ne m'interroge pas au sujet de mes affaires, Kay ». Cependant, devant son insistance, Michael accepte une question de Kay, mais « seulement pour cette fois » pour finalement, les yeux dans les yeux, nier toute implication dans la mort de Carlo. Kay, soulagée, accepte ce démenti de la part de Michael. Cependant, elle semble avoir des craintes lorsqu'elle observe Clemenza et le nouveau caporegime, Rocco Lampone, quand ceux-ci présentent leurs respects à Michael (embrassant sa main et s'adressant à lui comme on s'adressait naguère à Don Corleone), tandis que Kay est mise à l'écart lorsque la porte du bureau de Michael se referme devant elle.

Arbre généalogique de la famille Corleone.

## Fiche technique
Sauf indication contraire, les informations mentionnées dans cette section peuvent être confirmées par la base de données cinématographiques IMDb,  présente dans la section « Liens externes ».
- Titre : Le Parrain
- Titre original : The Godfather
- Réalisation : Francis Ford Coppola
- Scénario : Mario Puzo et Francis Ford Coppola
- Musique : Nino Rota (additionnelle : Carmine Coppola pour la scène du mariage). Pour la scène de la série de règlements de comptes concomitante au baptême du neveu de Michael Corleone, Nino Rota a aussi utilisé des extraits de la Passacaille en ut mineur (BWV 582) et la fantaisie en sol mineur (BWV 542) pour orgue de Jean-Sébastien Bach.
- Direction artistique : Dean Tavoularis
- Costumes : Anna Hill Johnstone
- Photographie : Gordon Willis
- Ingénieur du son : Chris Newman
- Direction des effets spéciaux : Dick Smith
- Montage : William Reynolds et Peter Zinner
- Production : Albert S. Ruddy et Gray Frederickson
- Sociétés de production : Paramount Pictures-Alfran Productions
- Budget de production : 6 500 000 $
- Pays de production :  États-Unis
- Langues originales : anglais, italien, sicilien[Note 3], latin
- Format : couleurs (Technicolor) - 1,85:1 - Son mono - Format 35 mm
- Genre : drame, gangsters
- Durée : 175 minutes[5],[6]
- Dates de sortie[7] :
  - États-Unis :
    - 15 mars 1972 (première à New York)
    - 22 mars 1972 (première à Los Angeles)
    - 24 mars 1972 (sur le reste du territoire)
    - 21 mars 1997 (ressortie)

  - France : 
    - 18 octobre 1972 (sortie initiale)
    - 1979[8] (ressortie)
    - 2 août 2006[9] (ressortie)
    - 18 septembre 2013 (ressortie restaurée en 4K)
- Classification :
  - États-Unis : R (Restricted) lors de sa sortie en salles
  - France : interdit aux moins de 12 ans lors de sa sortie en salles[10],[Note 4].

## Distribution
Source : livre de Puzo
Légende : Doublage de 1972 / Redoublage de 2008
- Marlon Brando (VF : Michel Duchaussoy / José Luccioni) : Don Vito Corleone (né Vito Andolini)
- Al Pacino (VF : Sylvain Joubert / Alexis Victor) : Michael Corleone
- James Caan (VF : Bernard Tiphaine / Axel Kiener) : Santino « Sonny » Corleone
- Richard S. Castellano (VF : Roger Lumont / idem) : Peter « Pete » Clemenza
- Robert Duvall (VF : Pierre Vaneck / Guy Chapellier) : Tom Hagen
- Sterling Hayden (VF : Julien Guiomar / Patrick Floersheim) : le capitaine McCluskey
- John Marley (VF : Claude Dauphin / Jean-Claude Robbe) : le producteur de cinéma Jack Woltz
- Richard Conte (VF : François Maistre / Jean Barney) : Don Barzini
- Al Lettieri (VF : Marcel Bozzuffi / Pascal Massix) : Virgil Sollozzo, dit « le Turc »
- Diane Keaton (VF : Brigitte Fossey / Rafaèle Moutier) : Kay Adams
- Abe Vigoda (VF : Sady Rebbot / Paul Borne) : Salvatore « Sally » Tessio
- Talia Shire (VF : Colette Bergé / Anne Rondeleux) : Constanza « Connie » Corleone-Rizzi
- Gianni Russo (VF : Maurice Decoster) : Carlo Rizzi
- John Cazale (VF : Francis Lax / Arnaud Arbessier) : Frederico « Fredo » Corleone
- Rudy Bond : Ottilio Cuneo
- Al Martino (VF : Denis Manuel / Jean-Louis Faure) : Johnny Fontane
- Morgana King : Carmela Corleone, l'épouse de Don Corleone
- Lenny Montana (VF : Pierre Tornade / Jean-Jacques Nervest) : Luca Brasi
- John Martino (en) (VF : Adrien Antoine) : Paulie Gatto
- Salvatore Corsitto (de) (VF : Gérard Rinaldi) : Amerigo Bonasera
- Richard Bright : Al Neri, un homme de main de Michael
- Alex Rocco (VF : Daniel Ceccaldi / Emmanuel Jacomy) : Moe Greene
- Tony Giorgio (en) : Bruno Tattaglia, le fils de Don Tattaglia
- Vito Scotti (VF : Gérard Hernandez) : le pâtissier italien Nazorine
- Tere Livrano : Theresa Hagen, l'épouse de Tom Hagen
- Victor Rendina (en) (VF : Jacques Hilling / Antoine Tomé) : Don Philip Tattaglia
- Jeannie Linero (en) : Lucy Mancini, la maîtresse de Sonny
- Julie Gregg : Sandra Corleone, l'épouse officielle de Sonny
- Ardell Sheridan : l'épouse de Pete Clemenza
- Simonetta Stefanelli : Apollonia, l'épouse de Michael Corleone en Sicile
- Angelo Infanti : Fabrizio, un des gardes du corps de Michael en Sicile
- Corrado Gaipa : Don Tommasino, le protecteur de Michael en Sicile (non crédité)
- Franco Citti : Calo, un des gardes du corps de Michael en Sicile
- Saro Urzì : Vitelli, le père d'Apollonia
- Tom Rosqui (en) : Rocco Lampone, un homme de main de Michael (non crédité)
- Joe Spinell (VF : David Krüger) : Willi Cicci, un homme de main de Michael qui tue Carmine Cuneo (non crédité)
- Don Costello : Don Stracci (non crédité)
- Louis Guss : Don Zaluchi (non crédité)
- Gabriele Torrei : le boulanger italien Enzo (non crédité)
- Frank Macetta : le conseiller de Barzini (non crédité)
- Carmine Coppola : le pianiste[Note 5]

Acteurs principaux du film
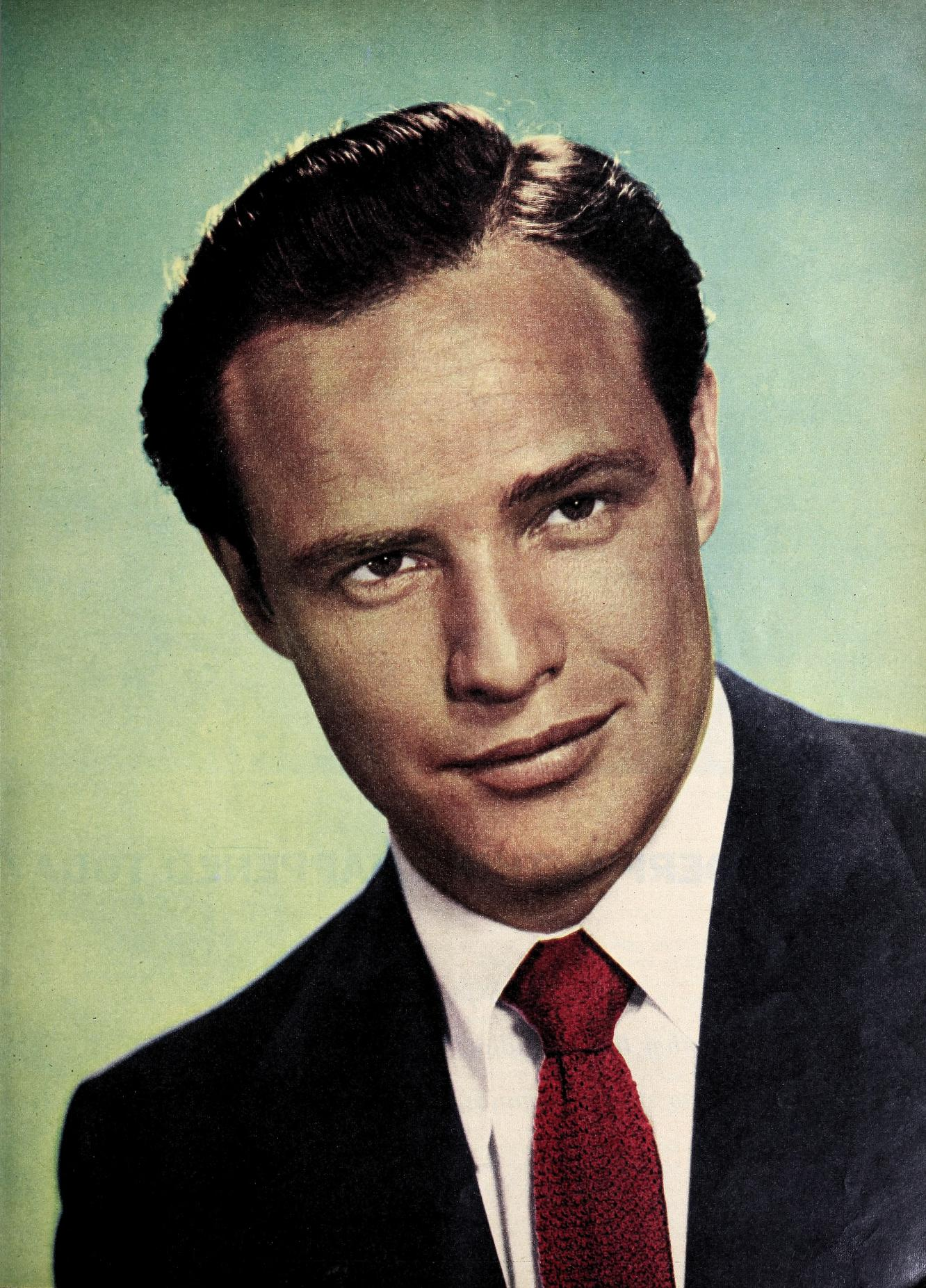
Marlon Brando (Vito Corleone)
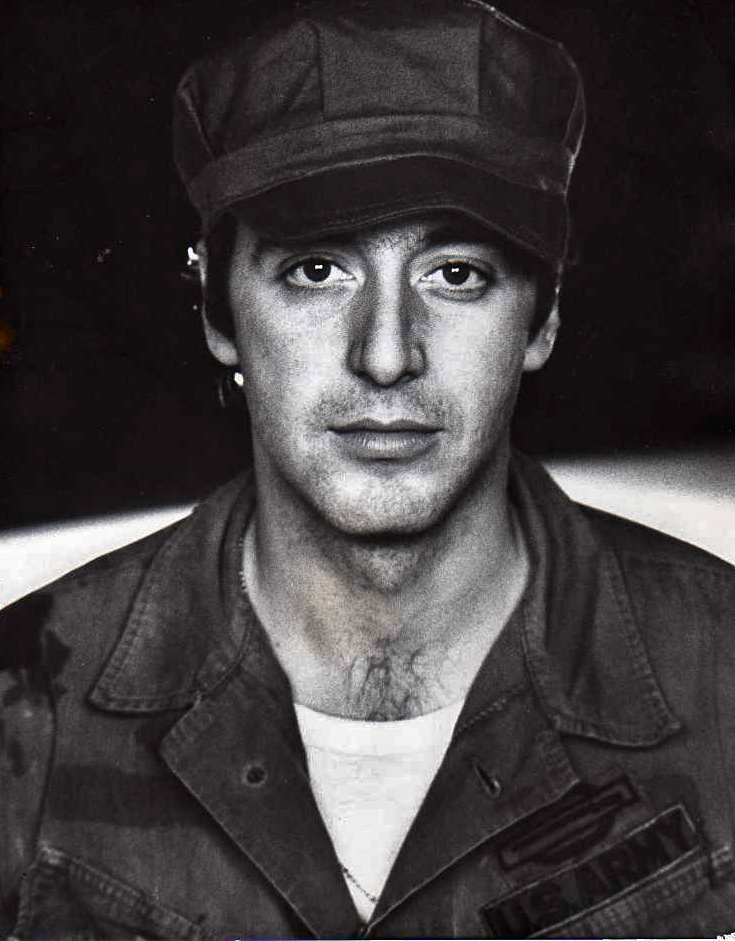
Al Pacino (Michael Corleone)
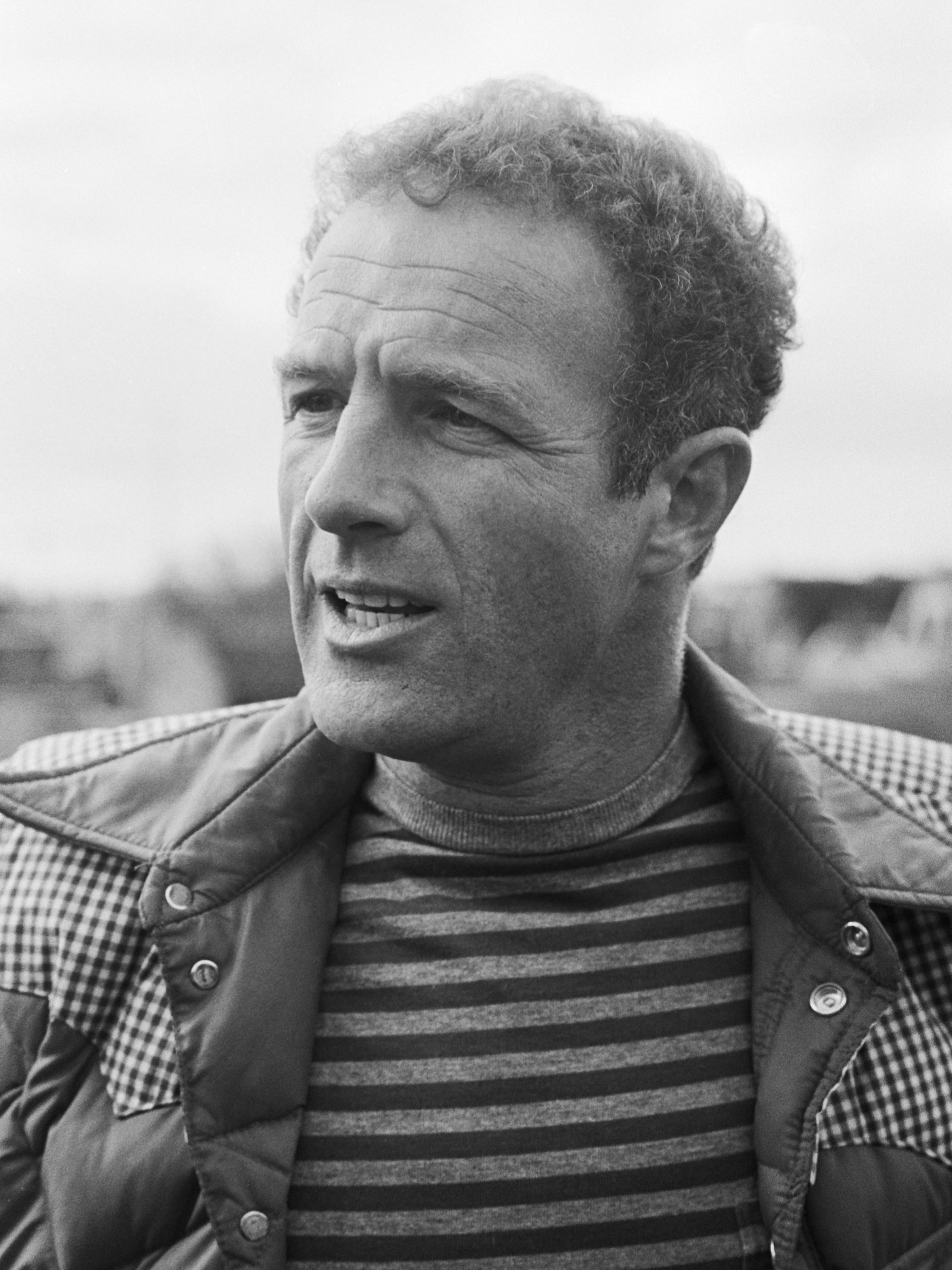
James Caan (Sonny Corleone)
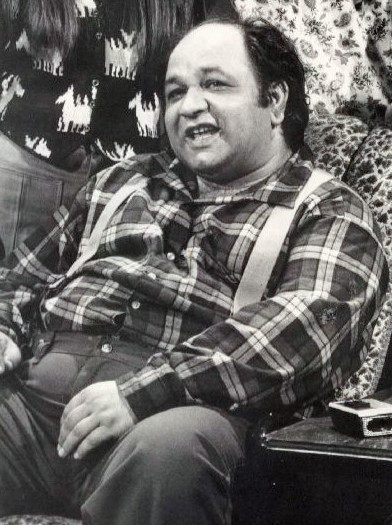
Richard S. Castellano (Peter Clemenza)
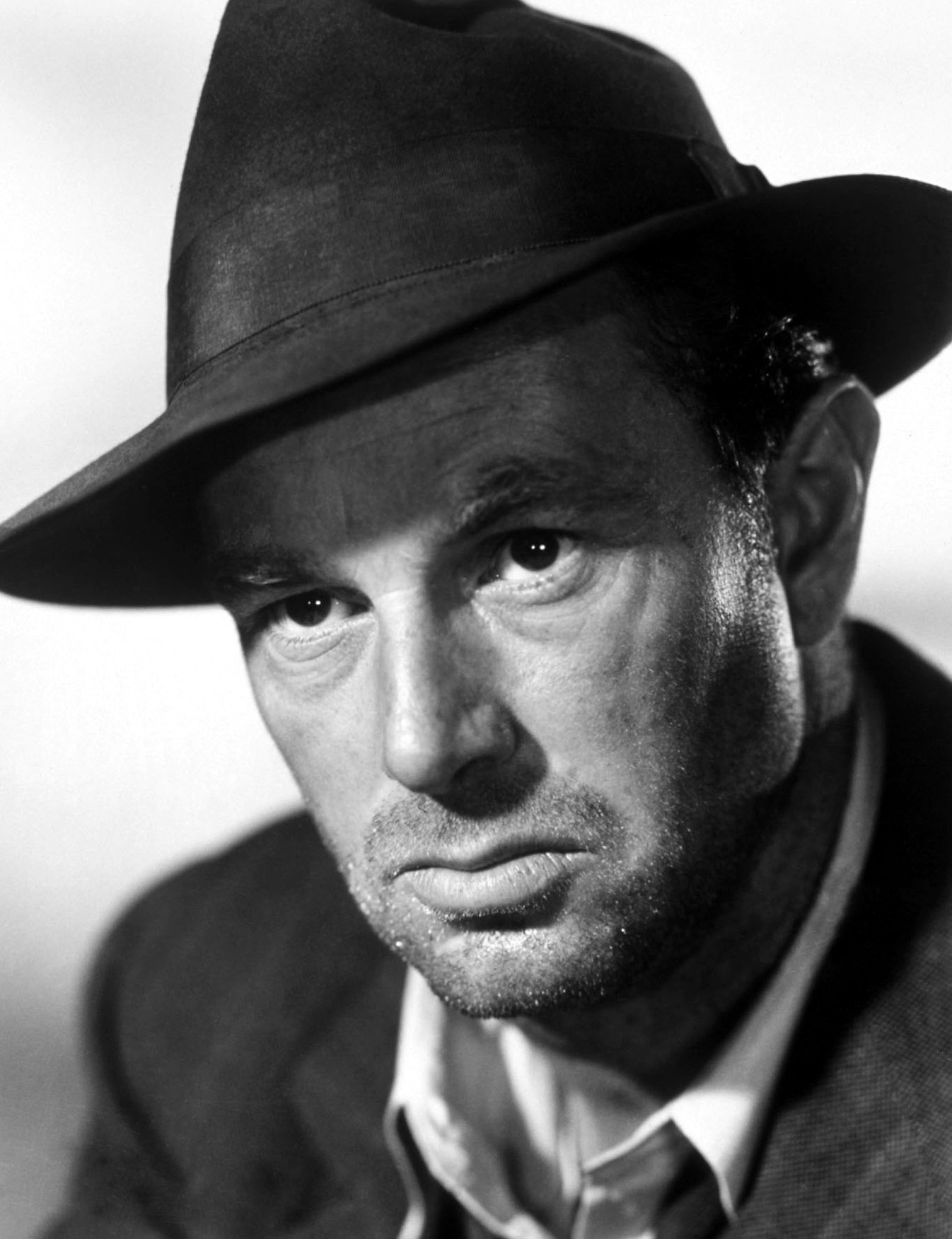
Sterling Hayden (McCluskey)
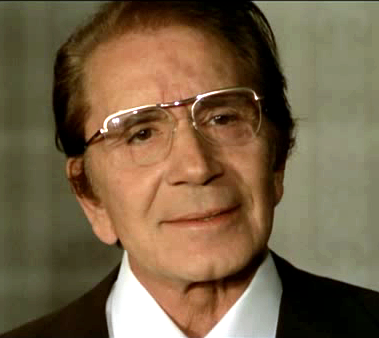
Richard Conte (Don Barzini)
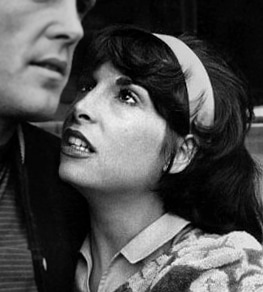
Talia Shire (Connie Corleone)
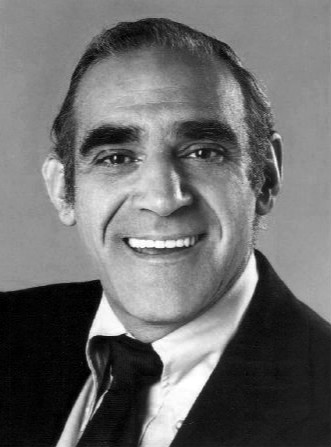
Abe Vigoda (Tessio)
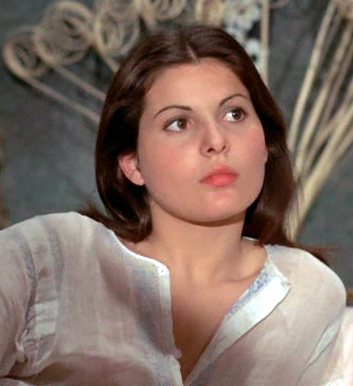
Simonetta Stefanelli (Apollonia)

### Tournage

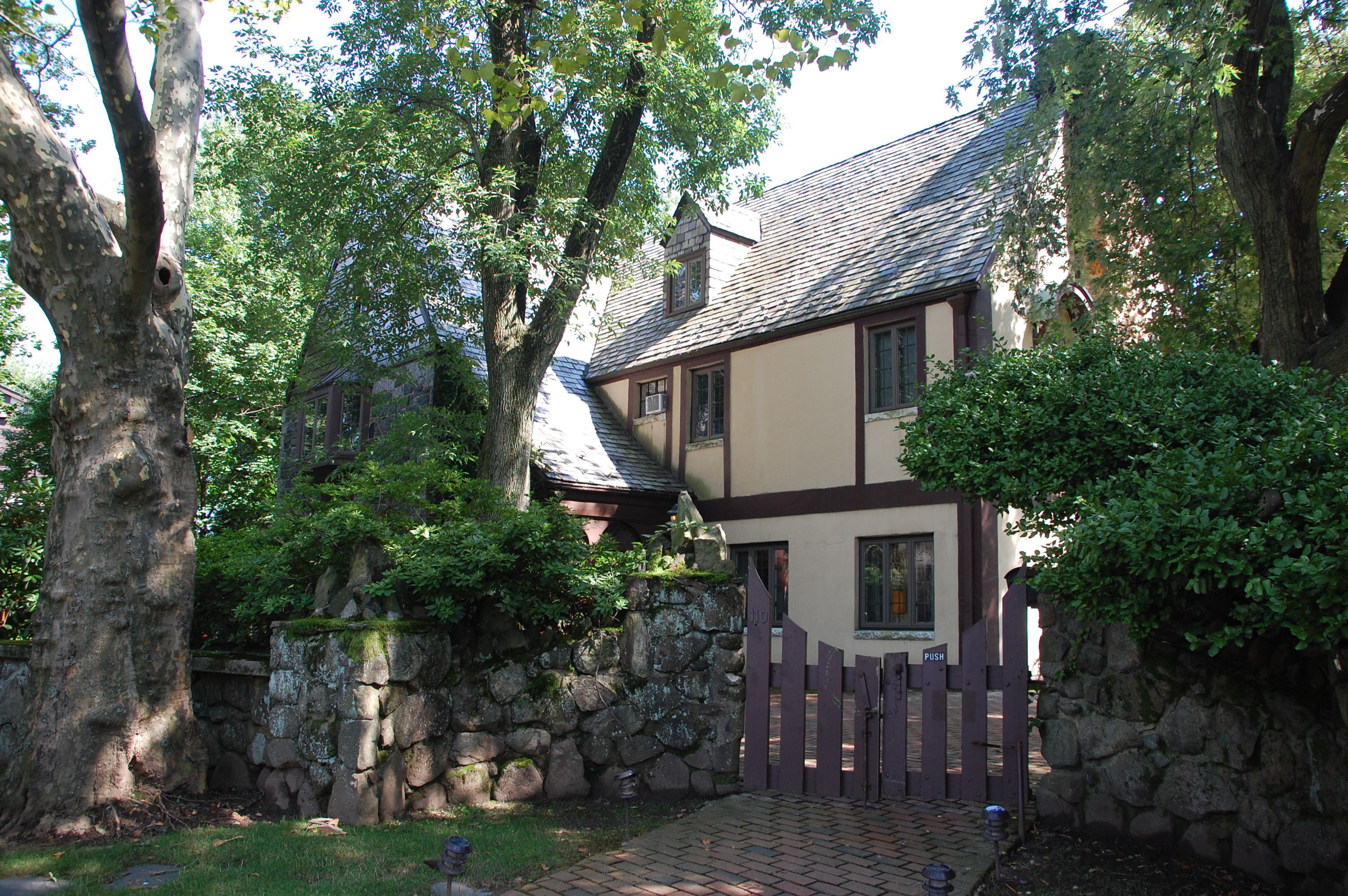
La propriété (qui se trouve à Staten Island) qui sert de décor pour la résidence de Don Corleone à Long Island, où se déroule le mariage de Connie et où évoluent les protagonistes du film.

#### Lieux de tournage

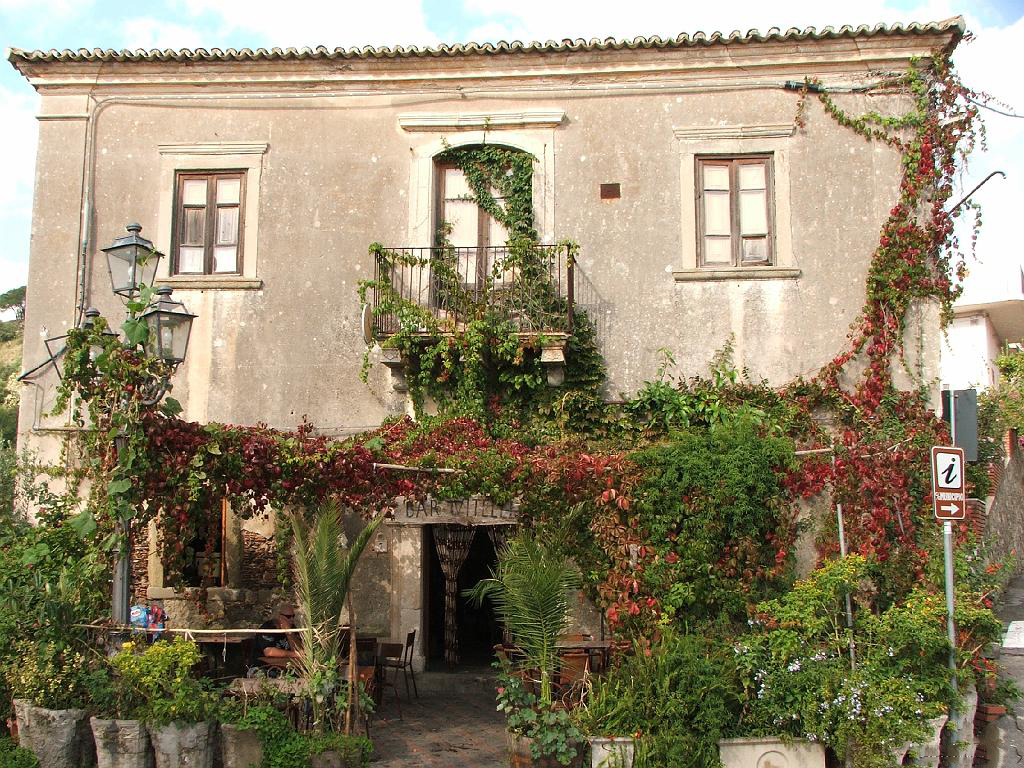
Le bar de Vitelli, le père d'Apollonia, à Savoca en Sicile.

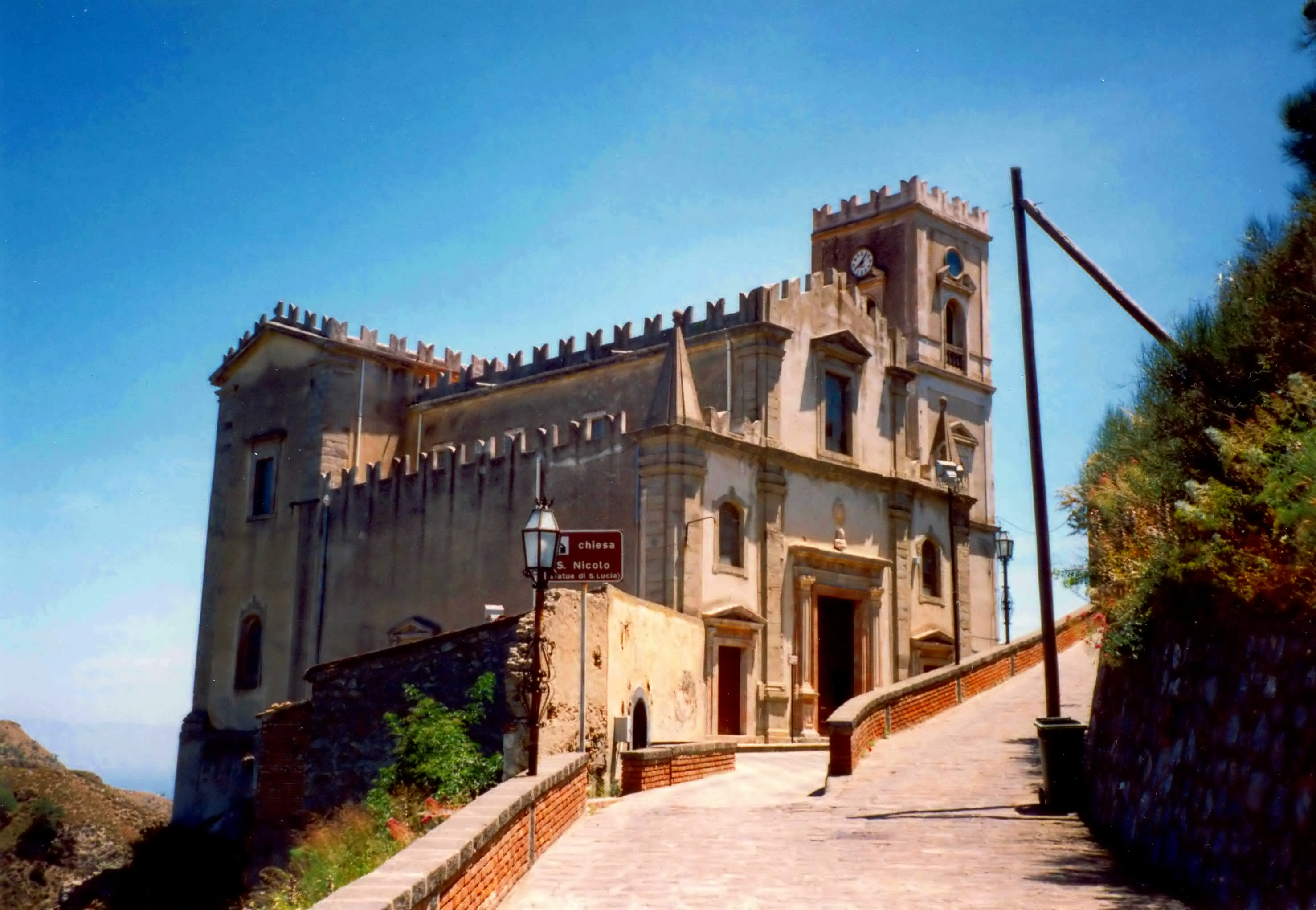
Église de St Nicolo à Savoca, où a lieu le mariage de Michael Corleone avec Apollonia.

La Cour suprême de New York, lieu de la scène de l'assassinat de Don Barzini dans le film.

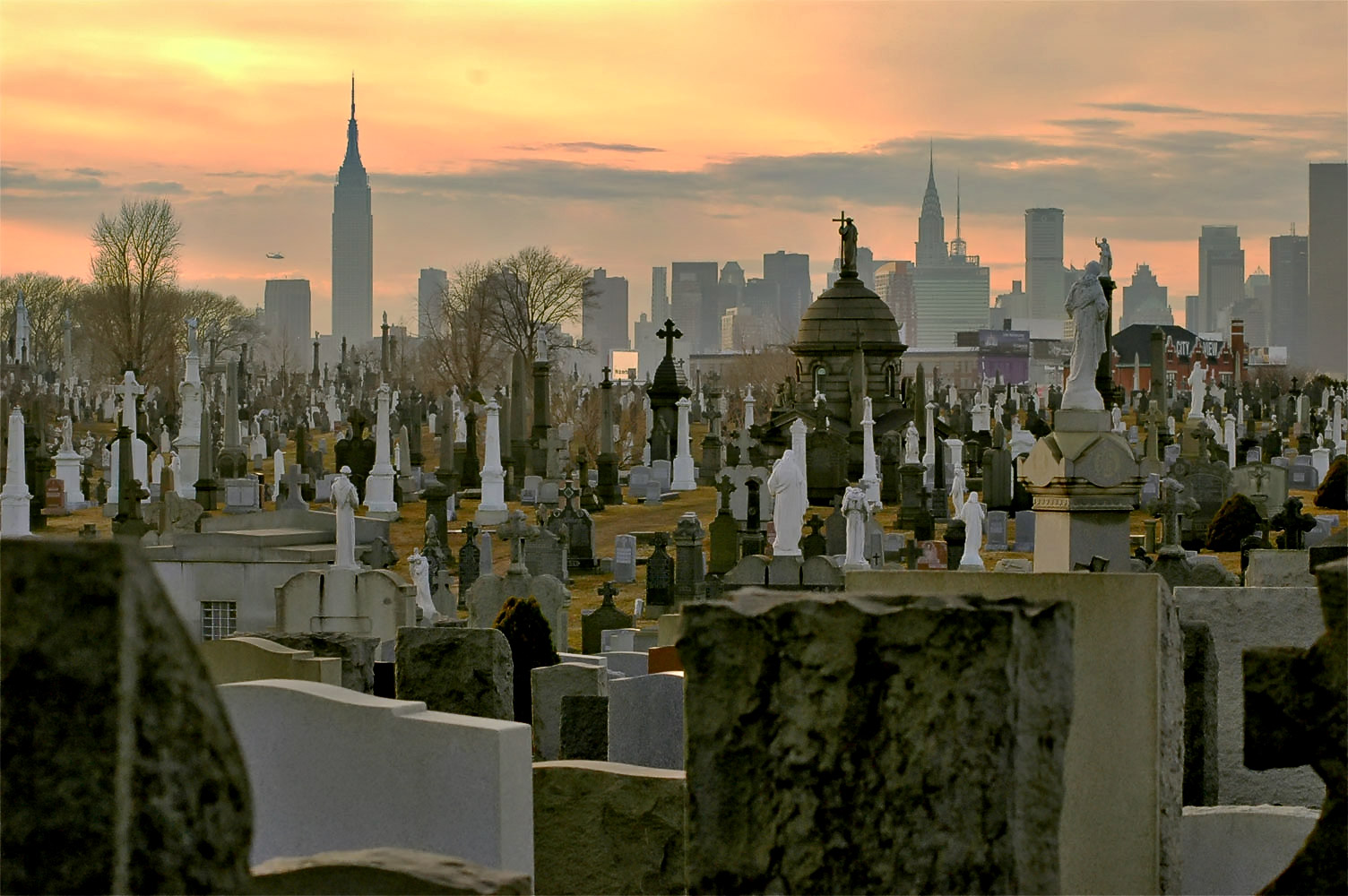
Le Calvary Cemetery (cimetière situé dans le Queens), avec vue sur Manhattan en toile de fond, où est jouée la scène des funérailles de Vito Corleone.

## L'affiche

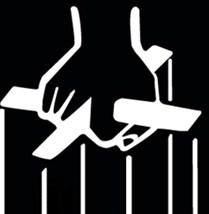
Logo symbolisant un pantin, tiré de l'affiche du film.